# Kay de Wolf
Kay de Wolf (Veldhoven, 29 september 2004) is een Nederlands motorcrosser.

## Carrière
In 2018 werd De Wolf Nederlands Kampioen in de 85cc-klasse op een KTM en werd hij tweede in het FIM Junior Wereldkampioenschap.
In 2019 reed De Wolf zijn eerste volledige seizoen in het EMX125-kampioenschap, op Husqvarna. Hij behaalde bijna elke wedstrijd punten en wist het seizoen af te sluiten op de zesde plaats. Hij wist de Nederlandse titel te behalen in de 125cc-klasse.
In 2020 maakte De Wolf de overstap naar het EMX250-kampioenschap. Hij eindigde vierde in het eindklassement.
Sinds 2021 komt De Wolf uit in het in het wereldkampioenschap motorcross MX2. In zijn debuutseizoen wist hij een reeks te winnen tijdens de GP van België. Hij sloot het seizoen af op de zevende plaats. In 2022 wist De Wolf opnieuw een reeks te winnen tijdens de GP van België. Door een blessure in het midden van het seizoen miste hij een deel wedstrijden en beëindigde het seizoen op een zesde plaats. In 2023 won hij zijn eerste grand prix, de GP van Letland, en eindigde ook dat jaar als zesde in het eindklassement. In het seizoen 2024 won hij zeven van de 20 wedstrijden en veroverde hij de wereldtitel in de MX2.
In 2022 maakte De Wolf voor het eerst deel uit van het Nederlandse team voor de Motorcross der Naties, samen met Glenn Coldenhoff en Calvin Vlaanderen. Nederland eindigde op de zevende plaats.
In januari 2023 werd aangekondigd dat De Wolf werd aangesteld als officieel Red Bull-atleet.
Voor het seizoen 2024 werd hem door de KNMV de Hans de Beaufort-beker toegekend.

## Palmares
2021: 7e MX2-klasse
2022: 6e MX2-klasse
2023: 6e MX2-klasse
2024:   MX2-klasse
2025:  MX2-klasse
| 1  | 04-06-2023 | Letland                        | Ķegums             |
| 2  | 10-03-2024 | Patagonië-Argentinië           | Villa La Angostura |
| 3  | 24-03-2024 | Spanje                         | Arroyomolinos      |
| 4  | 07-04-2024 | Sardinië (Italië)              | Riola Sardo        |
| 5  | 30-06-2024 | West Nusa Tenggara (Indonesië) | Lombok             |
| 6  | 21-07-2024 | Tsjechië                       | Loket              |
| 7  | 28-07-2024 | Vlaanderen (België)            | Lommel             |
| 8  | 25-08-2024 | Zwitserland                    | Frauenfeld         |
| 9  | 02-03-2025 | Argentinië                     | Córdoba            |
| 10 | 06-04-2025 | Sardinië (Italië)              | Riola Sardo        |
| 11 | 11-05-2025 | Spanje                         | Lugo               |
| 12 | 13-07-2025 | Finland                        | Kymi Ring          |
| 13 | 03-08-2025 | Vlaanderen (België)            | Lommel             |